# Liste der Monuments historiques in Belleneuve
Die Liste der Monuments historiques in Belleneuve führt die Monuments historiques in der französischen Gemeinde Belleneuve auf.

## Liste der Objekte
| Bezeichnung                          | Beschreibung                                                                                                  | Standort                                | Kennzeichnung | Schutzstatus | Datum | Bild |
| ------------------------------------ | --- | --------------------------------------- | ------------- | ------------ | ----- | ---- |
| Skulptur Heiliger Claudius           | Kalkstein, farbig gefasst, um 1500                                                                            | in der Kirche St-Etienne (Lage)         | PM21000289    | Classé       | 1923  |      |
| Skulptur Heiliger Bernhard (?)       | Kalkstein, farbig gefasst, Anfang des 16. Jahrhunderts                                                        | in der Kirche St-Etienne (Lage)         | PM21000290    | Classé       | 1923  |      |
| Zwei Glocken                         | Bronze, 1548 gegossen                                                                                         | in der Kirche St-Etienne (Lage)         | PM21000291    | Classé       | 1964  |      |
| Skulptur Sitzende Madonna mit Kind   | Holz, farbig gefasst, um 1300                                                                                 | Arçon, in der Kapelle Notre-Dame (Lage) | PM21000292    | Classé       | 1950  |      |
| Skulptur Heiliger Antonius der Große | Kalkstein, farbig gefasst, 16. Jahrhundert; aus der Abtei von Bèze                                            | Arçon, in der Kapelle Notre-Dame (Lage) | PM21000293    | Classé       | 1962  |      |
| Skulptur Himmelfahrtsmadonna         | Aufsatz eines Prozessionsstabs; Obstbaumholz, farbig gefasst und vergoldet, erste Hälfte des 18. Jahrhunderts | Arçon, in der Kapelle Notre-Dame (Lage) | PM21004166    | Inscrit      | 1995  |      |
| Skulptur eines Engels (?)            | Holz, farbig gefasst und vergoldet, 15. Jahrhundert                                                           | Arçon, in der Kapelle Notre-Dame (Lage) | PM21004167    | Inscrit      | 1995  |      |
| Skulptur Heiliger Stefan             | Aufsatz eines Prozessionsstabs; Holz, farbig gefasst und vergoldet, 18. Jahrhundert                           | in der Kirche St-Etienne (Lage)         | PM21003438    | Inscrit      | 1973  |      |
| Vier Reliquiare                      | Holz, vergoldet, Stoff, um 1700                                                                               | in der Kirche St-Etienne (Lage)         | PM21003439    | Inscrit      | 1973  |      |